# Bitka za Trutnov
Bitka za Trutnov je bila druga pomembnejša bitka avstrijsko-pruske vojne, ki je potekala 27. junija 1866 med vojskama Avstrijskega cesarstva in Prusije.
Avstrijska vojska je zmagala, a za ceno velikih izgub.